# Cnemidocarpa hemprichi
Cnemidocarpa hemprichi är en sjöpungsart som beskrevs av Hartmeyer 1916. Cnemidocarpa hemprichi ingår i släktet Cnemidocarpa och familjen Styelidae. Inga underarter finns listade i Catalogue of Life.